# 香港我家
《香港．我家》是香港特別行政區政府官方為「香港特別行政區成立二十周年紀念」官方活動指定的獻禮歌曲，由多位香港歌手合唱，馬敬恆、馮允謙作曲，向雪懷作詞，歌曲統籌為馬敬恆、馮允謙。 

## 簡介
2017年4月6日公開發表。

## 創作
填詞人向雪懷希望強調團結和諒解，「改變生活應團結靠下一代，而不是埋怨上一代」。1997年，向雪懷亦曾為香港特區政府成立之初所發起的「香港是我家」活動，創作主題曲《前一步》。

## 演唱歌手
李克勤、楊千嬅、周柏豪、陳柏宇、鄭欣宜、江海迦、王灝兒、洪卓立、許廷鏗、林欣彤

## 反響

### 引用
2017年香港特首林鄭月娥在發表施政報告結詞時，引用了此歌歌詞「用努力建起舉世奇葩，更相信自我有身價，因此知道珍惜我的香港，因此懂去欣賞我的香港」。翌日她出席一電台節目時，稱此舉是「以身作則表達對流行音樂的支持」。

### 評價
資深音樂人韋然曾評論歌詞「寫來平淡中的真誠」，旋律缺乏驚喜。
據傳媒報道，坊間對此歌評價不一，有人認為由多位知名歌星合唱甚有火花，亦有人認為歌詞較為老套，旋律不好聽，亦有人認為此歌不及2013年「家是香港」運動主題曲《同舟之情》悅耳，且較難上口。
樂評人亞里安大力質疑歌詞是粉飾太平，盲目唱好。

## 外部連結
- 慶祝香港特別行政區成立二十周年紀念-主页
- YouTube上的香港特別行政區成立廿十周年主題曲「香港我家」